# Неделков, Иван Васильевич
Иван Васильевич Неделков (15 сентября 1964, Парканы — 14 декабря 2023) — депутат Верховного совета Приднестровской Молдавской Республики VI и VII созывов, предприниматель.

## Биография
Родился 15 сентября 1964 года в селе Парканы Молдавской ССР. В 1981 году окончил Парканскую среднюю школу № 1, затем поступил в Кишинёвский автодорожный техникум на специальность «ТО и ремонт автомобилей».
С 1982 по 1984 год проходил срочную службу в городе Белогорске Амурской области в отдельном разведбатальоне механиком-водителем БМП. Являлся участником боевых действий по защите Приднестровской Молдавской Республики.
После службы в армии завершил учёбу в автодорожном техникуме и вернулся в Парканы, где работал механиком в колхозе имени В. И. Ленина до 1994 года.
С 1995 по 2003 год занимался индивидуальной предпринимательской деятельностью. В 2003 году учредил предприятие ООО «Недагро». Начиная с 2005 года являлся депутатом Слободзейского районного Совета народных депутатов.
В 2009 году окончил филиал Московского института предпринимательства и права в Тирасполе по специальности «Менеджмент».
В апреле 2017 года был избран депутатом Верховного совета Приднестровской Молдавской Республики по избирательному округу № 31 «Парканский». В 2020 году был избран депутатом Верховного совета VII созыва по избирательному округу № 24 «Парканский».
Скончался 14 декабря 2023 года. Был женат. Воспитывал двоих детей.